# جو دريك
جو دريك (بالإنجليزية: Joe Drake)‏ هو لاعب كرة قدم أمريكية أمريكي، ولد في 18 مايو 1963 في سان فرانسيسكو في الولايات المتحدة، وتوفي في 1994.